# غريغ بورغس (لاعب اتحاد الرغبي)
غريغ بورغس (بالإنجليزية: Greg Burgess)‏ هو لاعب اتحاد الرغبي نيوزيلندي، ولد في 6 يوليو 1954 في أوكلاند في نيوزيلندا.